# Кирил Мишев
Кирил Иванов Мишев е български географ геоморфолог, професор, член-кореспондент на Българска академия на науките.

## Биография
Кирил Мишев е роден през 1918 г. в село Рашково, Орханийско. От 1972 до 1988 г. е директор на Географския институт на БАН и Единния център за науката за земята и подготовка на кадри Автор е на повече от 250 научни труда. Творчеството му включва учебници и справочници като „България. Кратка география“, в която е съавтор с Любомир Динев.
Умира през 1991